# Torbda philippina
Torbda philippina là một loài tò vò trong họ Ichneumonidae.